# فرقة المشاة 35 (الفيرماخت)
فرقة المشاة الخامسة والثلاثين (الألمانية: 35. Infanteriedivision ) كانت فرقة مشاة تابعة للجيش الألماني في الحرب العالمية الثانية.

## التاريخ
تم تشكيل فرقة المشاة الخامسة والثلاثين في أكتوبر 1936 في إعادة تسليح ألمانيا. تم استخدامها في الغالب على الجبهة الشرقية.
في مايو 1940، أصبحت الفرقة جزءًا من القوات الألمانية التي تم إرسالها لغزو فرنسا وبلجيكا، وبقيت كتشكيل مهني في البلدين حتى يونيو من العام التالي، عندما شاركت في عملية بربروسا (غزو الاتحاد السوفياتي). بين ذلك الحين وأبريل 1945، ستبقى الفرقة في القطاعين المركزي والجنوبي قبل أن يجبرها الجيش الأحمر المتقدم على العودة إلى شرق بروسيا.

## القادة
- Generalleutnant Hubert Schaller-Kallide (12 أكتوبر 1936 - 24 نوفمبر 1938)
- الجنرال دير إنفانتري هانز فولفجانج راينهارد (24 نوفمبر 1938 - 25 نوفمبر 1940)
- General der Infanterie Walther Fischer von Weikersthal (25 نوفمبر 1940 - 1 ديسمبر 1941)
- جنرال دير المدفعية رودولف فرايهر فون رومان (1 ديسمبر 1941 - 10 سبتمبر 1942)
- Generalleutnant Ludwig Merker (10 سبتمبر 1942 - أبريل 1943)
- Generalleutnant Otto Drescher (أبريل 1943 - 8 يونيو 1943)
- Generalleutnant Ludwig Merker (8 يونيو 1943 - 5 نوفمبر 1943)
- Generalleutnant Johann-Georg Richert (5 نوفمبر 1943 - 9 أبريل 1944)
- Generalmajor جوستاف غيهر (9 أبريل 1944 - 11 مايو 1944)
- Generalleutnant Johann-Georg Richert (11 مايو 1944 - مايو 1945)
- جنرال رائد احتياطي د. إرنست مينرز (مايو 1945)